# Danilo dos Santos de Oliveira
Danilo dos Santos de Oliveira (* 29. dubna 2001 Salvador) je brazilský profesionální fotbalista, který hraje na pozici středního či ofensivního záložníka za anglický klub Nottingham Forest FC.

## Klubová kariéra

### Palmeiras
Danilo se narodil v Salvadoru ve státě Bahia v roce 2017, ve věku 16 let, se připojil k akademii Jacobinense Esporte Clube. V roce 2018 se Danilo připojil k akademii Palmeiras. Prošel mládežnickými kategoriemi a 6. září 2020 debutoval v A-týmu a Sérii A v utkání proti Red Bullu Bragantino (výhra 2:1). 10. září 2020 Danilo podepsal s klubem svou první profesionální smlouvu, a to do roku 2025.
Během tří sezón v dresu Palmeiras odehrál Danilo 141 soutěžních střetnutí, v nichž vstřelil 12 branek a vyhrál s Palmeiras 6 trofejí, a to státní ligu Campeonato Paulista, brazilský pohár, brazilskou Sérii A, dvakrát Pohár osvoboditelů a jednou Recopu Sudamericana.

### Nottingham Forest
V lednu 2023 přestoupil Danilo do anglického Nottinghamu Forest za částku okolo 16 milionů liber a podepsal s anglickým klubem smlouvu na šest a půl roku. V klubu debutoval 21. ledna při remíze 1:1 s Bournemouthem. Svou první branku v anglické nejvyšší soutěži vstřelil 26. dubna při výhře 3:1 nad Brightonem a svou střeleckou formu potvrdil i v následujících dvou ligových kolech, když se střelecky prosadil v zápasech proti Brentfordu (prohra 1:2) a Southamptonu (výhra 4:3).